# Serge Baeken
Serge Baeken (6 augustus 1967) is een Belgisch graficus, illustrator en striptekenaar. Baeken is de broer van Vitalski.
Voor zijn zijn debuutstrip The NO Stories kreeg Baeken in 2006 de debuutstripprijs De Blikken Biebel van de stad Turnhout, waarvoor hij in 2009 ook een jaar stadstekenaar was. Met zijn vader, romanschrijver Robert Baeken, maakte hij de panoramische historische strip Het Verdriet van Turnhout.
In 2014 verscheen het werk Sugar, leven als kat, over zijn kat Suske. Het werk werd bekroond met de Sint-Michielsprijs voor beste Nederlandstalige album van 2014. De Franstalige versie van het boek won de Prix des Jeunes op het strip- en grafiekfestival van Roubaix.
Baeken publiceerde meerdere losse verzamelingen met tekeningen, zoals Fast forward. In 2016 werd zijn grafische œuvre bekroond met deAuteursPrijs.
Zijn werk voor de krant De Tijd werd meermaals bekroond met de European Newspaper Award of Excellence. Daarnaast werkt hij ook voor de krant De Morgen en De Standaard, en voor de magazines Knack, Focus en Trends. Voor NRC, Stripgids en Knack reisde hij in 2008 als tekenende reporter per taxi van Peking naar Shanghai.

## selectie tentoonstellingen

### In groep
- “Rotaract”, DeWarande Turnhout (1990)
- “BELANGRIJK! Gebroeders Baeken Expo”, CC Luchtbal, Antwerpen (17 maart - 30 april 1999)
- “Entresol”, Sint-Jorispoort 27 Antwerpen (2002)
- “BELANGRIJK! Gebroeders Baeken Tentoonstelling”, CC Luchtbal, Antwerpen (6 - 27 april 2003)
- “Ons kent ons”, Mekanik Gallery, Antwerpen (16 februari - 15 maart 2008) [13]
- “Ephameron, Havec & Serge Baeken”, 85 Gallery, Zakstraat Antwerpen (2008)
- “Zinloos Geweld”, in België reizende cartoontentoonstelling (2008)[14]
- “De Stad”, Print Gallery, Antwerpen (27 juni - 19 juli 2009)[15]
- “Ceci n’est pas la BD Flamande”, Angoulême + reizend in België en Nederland(2009)[16]
- “Ceci n’est pas la BD Flamande”, BeeldBeeld, Leuven (13 februari - 19 maart 2009)[17]
- “Ceci n’est pas la BD Flamande”, Tweebronnen bibliotheek, Leuven (2009)
- “What's Your Excuse!? #15”, Mekanik Gallery, Antwerpen (18 september - 18 oktober 2010)[13]
- “Graphic Poem”, reizende tentoonstelling (o.a. Universiteitsbibliotheek Leuven, bibliotheek Wetteren, CC Nova en bibliotheek Genk) (Van mei 2012 tot januari 2014)[18]
- “Super & Co”, Seedfactory, Brussel (oktober 2017)[19]
- “Drawn!”, Museum voor de Speelkaart, Turnhout (2016)[20]
- “Ever Meulen And Friends”, Seedfactory, Brussel (oktober 2017)[21]
- “De Nieuwe Vlaamse Strip“, Stripmuseum, Brussel (19 september 2017 - 03 juli 2018)[22]
- “Cadavre Exquis“, Dalek, Antwerpen (1 mei 2019 - 30 mei 2019)[23]
- “The Brusseler”, Seedfactory, Brussel (maart 2021 - juni 2021)[24]
- “Exactly how deep is the rabbit hole?“, Art Partout, Antwerpen (13 oktober 2022 - 31 oktober 2022)[25]

### solo
- “Mixed Positions”, La Rocca, Lier (2003)
- “Dead and Alive” (januari-maart 2004), “Since The NO Stories” (juli 2006), “50/50” (april 2011), “SUGAR and more” (14 juni - 16 juli 2014), Mekanik Gallery, Antwerpen[26]
- “The NO Stories en prints”, Mercator galerij, Antwerpen (december 2006)
- “China-tekeningen” bibliotheek deWarande, Turnhout (2008)
- “Chickpoint”, Het Magazijn, Gent (19 juli - 28 juli 2008)[27]
- “Shuffle Show”, Art Space Leguit, Antwerpen (februari 2010) [28]
- “Fast Forward”, Lambiek, Amsterdam (april 2011) [29]
- “Reis der Zinnen”, Het Rijk der Zinnen, Westerlo (augustus-september 2011)[30]
- “Serge en de Dieren”, Zwart, Antwerpen (april 2012)[31]
- “Het Verdriet van Turnhout”, Museum voor de Speelkaart, Turnhout (permanent sinds 2016)[32]
- “Serge Baeken Naakt", Barzoen Turnhout (zomer 2016)[33]
- "Serge Baeken Modelburger”, De Nieuwe Linde, Antwerpen (oktober 2016)[34]
- “Serge in Suburbia”, Dalek Art Gallery, Antwerpen (december 2017)[35]
- “Hotel Mascara", Creative Factory Turnhout (zomer 2021)[36]

## Werk
| Jaar | Titel                      | Uitgeverij            | ISBN              | Type                 | Varia                                                                                    |  |
| ---- | -------------------------- | --------------------- | ----------------- | -------------------- | ---------------------------------------------------------------------------------------- |  |
| 2004 | Los 't Op!                 | Traject 2             |                   | stripverhaal         | in samenwerking met Ephameron                                                            |  |
| 2005 | Barberine                  |                       | 90-809500-1-7     | kinderboek           | tekst Josephine Schreibers                                                               |  |
| 2006 | The NO Stories             | Bries                 | 978-90-76708-32-0 | graphic novel        | bekroond met een Blikken Biebel                                                          |  |
| 2007 | De Maagd Van Antwerpen     | Hautekiet             | 978-90-52409-59-7 | stripverhaal         | in samenwerking met Ephameron en Daniël Rosseels                                         |  |
| 2007 | ZZZ                        | Bries                 | 978-90-76706-62-1 | stripverhaal         | 24 hour comic                                                                            |  |
| 2008 | Prefab*1                   | Xtra                  | 978-90-77766-72-9 | grafische bundel     |                                                                                          |  |
| 2010 | Shuffle                    | Xtra                  | 978-90-77766-95-8 | grafische bundel     |                                                                                          |  |
| 2011 | 50/50                      | Xtra                  | 978-94-90759-20-9 | grafische bundel     |                                                                                          |  |
| 2012 | Fast Forward               | Xtra                  | 978-94-90759-49-0 | grafische bundel     |                                                                                          |  |
| 2013 | Sugar, ma vie de Chat      | Dargaud               | 978-25-05017-94-3 | graphic novel        | Franse vertaling. Bekroond met Prix des Jeunes, Roubaix                                  |  |
| 2014 | Sugar, leven als kat       | Blloan                | 978-94-62100-90-9 | graphic novel        | Nederlandse vertaling. Bekroond met een Sint-Michielsprijs en met een Stripschapspenning |  |
| 2015 | Sugar, Koci Zywot          | Timof                 | 978-83-63963-36-1 | graphic novel        | Poolse vertaling                                                                         |  |
| 2015 | High Five                  | Xtra                  | 978-94-90759-75-9 | grafische bundel     |                                                                                          |  |
| 2015 | Het Verdriet van Turnhout  | Xtra                  | 978-94-90759-66-7 | graphic novel        | in samenwerking met Robert Baeken                                                        |  |
| 2016 | Sugar, Můj kočičí život    | Meander               | 978-80-87596-17-3 | graphic novel        | Tsjechische vertaling                                                                    |  |
| 2016 | シュガー, ぼくはネコである | Asuka Shinsha         | 978-48-64104-51-7 | graphic novel        | Japanse vertaling                                                                        |  |
| 2016 | FingerFood                 | Xtra                  | 978-94-90759-89-6 | grafische bundel     |                                                                                          |  |
| 2017 | Ladies F1RST               | Xtra                  | 978-94-90759-92-6 | grafische bundel     | modelschetsen                                                                            |  |
| 2018 | Sugar, my life as a cat    | Soaring Penguin Press | 978-19-08030-28-3 | graphic novel        | Engelse vertaling                                                                        |  |
| 2020 | vida de gato               | Darkside              | 978-85-94542-17-5 | graphic novel        | Portugese vertaling                                                                      |  |
| 2021 | Hotel Mascara              | Fame Comics           | 978-94-64365-30-6 | 26 vrouwenportretten | op tekst van Pieter van Oudheusden                                                       |  |
| 2021 | Koppen Dicht               | Xtra                  | 978-94-90759-31-5 | portretten-portfolio |                                                                                          |  |
| 2022 | FLOW                       | Xtra                  | 978-90-77766-61-3 | grafische bundel     | modelschetsen                                                                            |  |
| 2022 | All Figured Out            | Xtra                  | 978-90-77666-20-0 | grafische bundel     |                                                                                          |  |
| 2025 | Abecedarium                | Houtekiet             | 978-90-57209-62-8 | overpeinzingen       | tekst Jean Paul Van Bendegem, illustraties Serge Baeken                                  |  |

- International Standard Name Identifier: 0000 0003 8001 4455
- Library of Congress Control Number: no2012098836
- Nationale Bibliotheek van Tsjechië: osa2016918036
- Virtual International Authority File: 258933629
- WorldCat: E39PBJjhy7KjVmxqfdK7tJxqwC